# Comisarovca Nouă, Stînga Nistrului
Comisarovca Nouă este satul de reședință al comunei cu același nume din Unitățile Administrativ-Teritoriale din Stînga Nistrului (Transnistria), Republica Moldova.